# Zuklín
Zuklín je část obce Strašín v okrese Klatovy v Plzeňském kraji. Nachází se na severním svahu hory Javorník (1066 metrů) v nadmořské výšce 868–884 metrů. V roce 2011 zde trvale žilo deset obyvatel. Otevírá se odtud působivý rozhled do Plzeňského kraje. K Zuklínu náleží samota Podzuklín.

## Historie
První písemná zmínka o vesnici pochází z roku 1631. Zuklín byl součástí panství Dobrš. Byl zde poplužní dvůr a mlýn. Na přelomu 16. a 17. století zde byla postavena renesanční tvrz. Koncem 17. století zde pravděpodobně vznikl malý zámeček. Roku 1713 koupili Zuklín klatovští jezuité. Po zrušení řádu a raabizaci byl dvůr rozdělen a rozprodán a vznikla tak malá ves. V té době náležel k panství Hoštice (Střelské).  V Podzuklíně (v hlubokém údolí Zuklínského potoka) byly dva mlýny a pivovar (roční výstav kolem 100 hektolitrů, zrušen asi roku 1900). V roce 1910 žilo v Zuklíně 164 obyvatel (všichni české národnosti) ve 25 domech. V té době náležel k panství Střela.

## Obyvatelstvo
| Rok            | 1869 | 1880 | 1890 | 1900 | 1910 | 1921 | 1930 | 1950 | 1961 | 1970 | 1980 | 1991 | 2001 | 2011 | 2021 |
| -------------- | ---- | ---- | ---- | ---- | ---- | ---- | ---- | ---- | ---- | ---- | ---- | ---- | ---- | ---- | ---- |
| Počet obyvatel | 172  | 191  | 210  | 187  | 164  | 133  | 122  | 71   | 51   | 32   | 13   | 5    | 6    | 10   | 11   |
| Počet domů     | 23   | 24   | 24   | 29   | 25   | 25   | 24   | 23   | 23   | 14   | 10   | 15   | 14   | 15   | 13   |

## Galerie

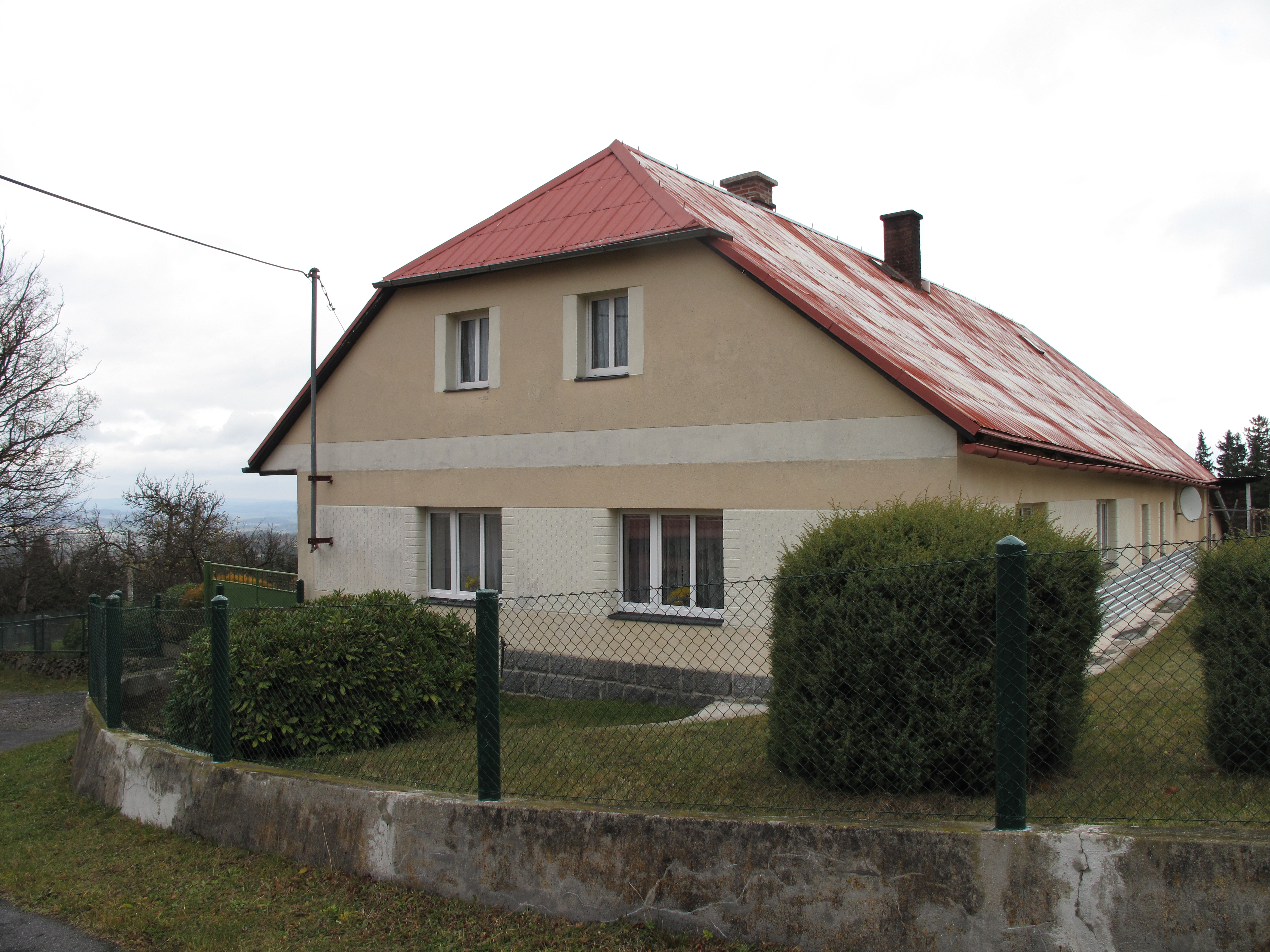
Dům
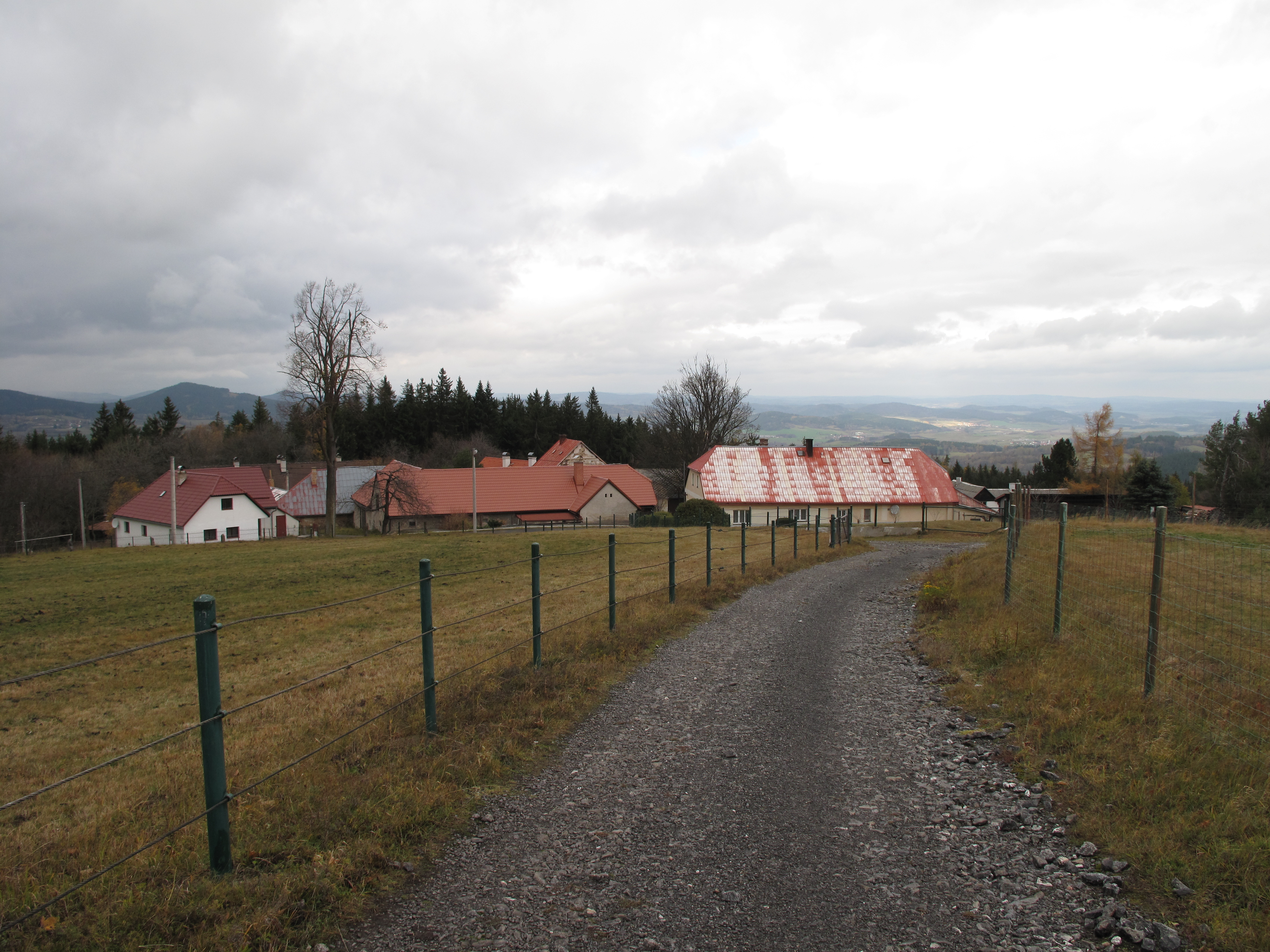
Podzimní pohled
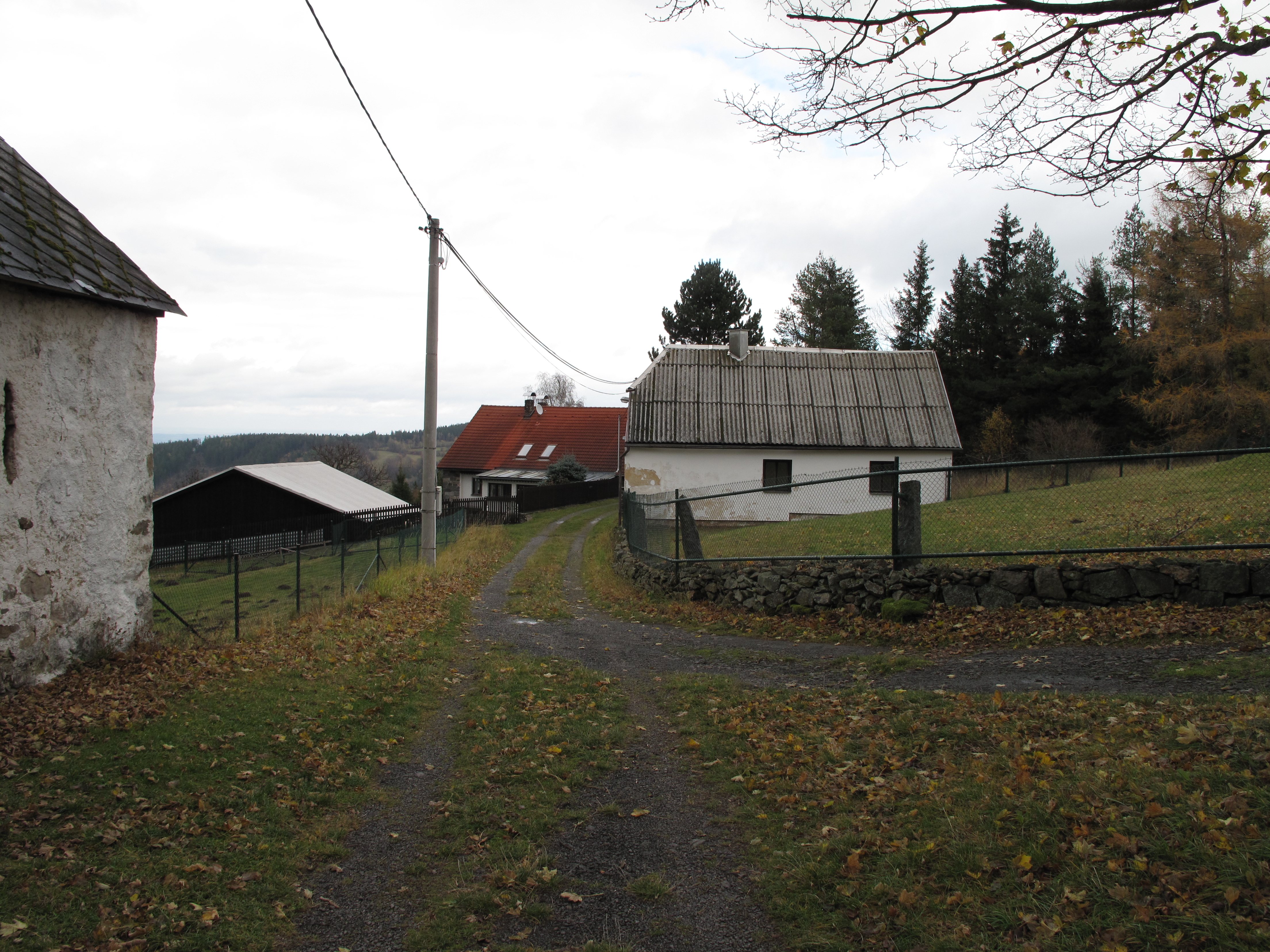
Domy